# Leonid Szarin
Leonid Wasiljewicz Szarin (ros. Леонид Васильевич Шарин, ur. 31 sierpnia 1934 w Tobolsku, zm. 5 sierpnia 2014 w Moskwie) – radziecki polityk, członek KC KPZR (1986–1990), I sekretarz Amurskiego Komitetu Obwodowego KPZR (1985–1990).
1957 ukończył Wyższą Szkołę Żeglugi we Władywostoku, pracował jako inżynier, majster i starszy majster w zakładach okrętowych, od 1962 w KPZR, od 1969 kierownik wydziału przemysłowo-transportowego Komitetu Miejskiego we Władywostoku. Od 1970 I sekretarz rejonowego komitetu KPZR, 1977 ukończył Wyższą Szkołę Partyjną przy KC KPZR i został kierownikiem wydziału przemysłu obronnego Nadmorskiego Krajowego Komitetu KPZR. 1979–1984 I sekretarz Komitetu Miejskiego KPZR we Władywostoku, potem II sekretarz Nadmorskiego Krajowego Komitetu KPZR, 1984–1985 inspektor KC KPZR, członek Rady Wojskowej Lotnictwa Floty Pacyficznej. Od 29 czerwca 1985 do 17 maja 1990 I sekretarz Amurskiego Komitetu Obwodowego KPZR, 1986–1990 członek KC KPZR. Deputowany do Rady Najwyższej ZSRR 11 kadencji, ludowy deputowany ZSRR. Odznaczony Orderem Czerwonego Sztandaru Pracy, Orderem „Znak Honoru” i medalami.